# 明星 (文芸誌)
明星（みょうじょう）は、1900年（明治33年）4月から1908年（明治41年）11月まで刊行された、詩歌を中心とする月刊文芸誌である。1908年（明治41年）11月の第100号で第1次明星は廃刊となった。
誌風はロマン主義的であり、高踏的・唯美的傾向が強く、西洋文学の紹介にも熱心だった。

## 創刊

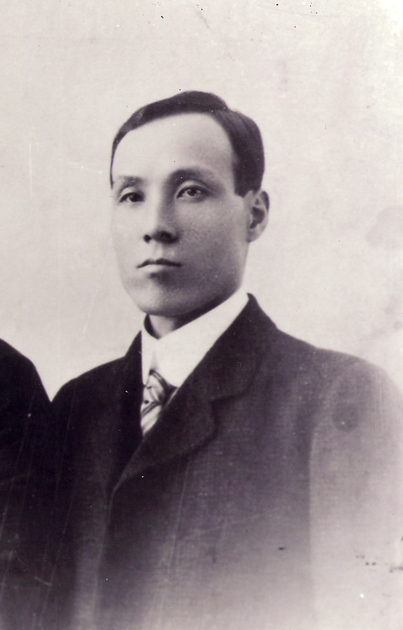
与謝野鉄幹

明治33年4月、同人結社東京新詩社の機関誌として、与謝野鉄幹が主宰となり創刊。表紙に「主筆・与謝野鉄幹」と大きく印刷したタブロイド判16ページの雑誌であった。1ページは4段組み、1段22字詰めの41行。定価は6銭で、麹町区上六番町四十五番地が発行所となる。発行人はまだ入籍していない妻・林滝野の名になっていた。

## 同人
- 平出修 ; 弁護士。経理に詳しく、経済面で『明星』を支える[3]。鉄幹の依頼により、大逆事件被告団の弁護士の一人となる[4]。

## 事件
- 第8号に裸体画（挿絵画家・一條成美によるフランス絵画の模写）2枚が掲載されたことで、「風俗壊乱」として内務省により発禁処分を受ける。一條はこの責任を取って東京新詩社を退社した。
- 1904年（明治37年）、与謝野晶子「君死にたまふことなかれ」が掲載され論議を呼ぶ。

## 明星派
明星へ寄稿した若手歌人・詩人による革新的な一派。鉄幹・晶子夫妻をはじめとし、北原白秋・石川啄木・木下杢太郎・吉井勇・山川登美子・中濱絲子・中原綾子らが属した。

## 復刊
1908年11月の（第1次）明星廃刊以降、明星が果たした役割は後進とされる『スバル』へと引き継がれた。
1921年（大正10年）11月、鉄幹らにより明星は復刊され、1927年（昭和2年）4月までに全48号が刊行された（第2次）。また、1947年（昭和22年）5月から1949年（昭和24年）10月にかけて、与謝野光を主宰として再度複刊されている（第3次）。しかし、最初の第1次明星と比べて、これらには文学的意義は少ないとされる。